# Praesos mariana
Praesos mariana là một loài bướm đêm trong họ Geometridae.